# Breda Model 1931
13,2-мм великокаліберний кулемет Breda Model 1931 (італ. Breda Mod. 31) — італійський великокаліберний кулемет, розроблений компанією Società Italiana Ernesto Breda. Кулемет широко використовувався Королівськими ВМС та армією Італії під час Другої світової війни. У морі його використовували як легкий зенітний засіб, а на суші — на броньованій машині, де він використовувався як важкий кулемет. Після Другої світової війни він залишався у користуванні на патрульних катерах Фінансової гвардії.

## Історія
Великокаліберний кулемет Model Breda 31 була ліцензійною копією французького кулемета Hotchkiss M1929. Breda отримала ліцензію на виробництво в 1929 році, але вона почала виробництво лише в 1931 році. Breda 31 часто встановлювалася в поодиноких та спарених установках на борту надводних кораблів і в спареній установці, що щезала при зануренні, на борту підводних човнів. Breda Model 1931 мала забезпечити протиповітряну оборону кораблів, але, як і його аналоги в інших країнах, ці великокаліберні кулемети виявилися нездатними захищатися від атак торпедоносців-бомбардувальників, що летіли на наднизькій висоті або ударів з великих висот бомбардувальників. Хоча в цілому кулемет володів хорошими характеристиками, пізніше його замінили на Breda 20/65 Mod. розробки 1935 року.

## Типи кораблів, де використовувалися Breda Model 1931
| - Підводні човни типу «Адуа» - Підводні човни типу «Арго» - Підводні човни типу «Аркімеде» - Підводні човни типу «Балілла» - Підводні човни типу «Брін» - Підводні човни типу «Кагні» - Підводні човни типу «Кальві» - Міноносці типу «Чіклоне» - Лінійні кораблі типу «Конте ді Кавур» - Ескадрені міноносці типу «Куртатоне» - Підводні човни типу «Флутто» | - Підводні човни типу «Фока» - Ескадрені міноносці типу «Фольгоре» - Ескадрені міноносці типу «Дардо» - Легкі крейсери типу «Альберто да Джуссано» - Підводні човни типу «Глауко» - Підводні човни типу «Люцці» - Ескадрені міноносці типу «Маестрале» - Підводні човни типу «Марчелло» - Підводні човни типу «Марконі» - Ескадрені міноносці типу «Навігаторі» - Ескадрені міноносці типу «Альфредо Оріані» | - Міноносці типу «Орса» - Підводні човни типу «Перла» - Ескадрені міноносці типу «Надзаріо Сауро» - Ескадрені міноносці типу «Квінтіно Селла» - Ескадрені міноносці типу «Сольдаті» - Міноносці типу «Спіка» - Підводні човни типу «Скуало» - Важкі крейсери типу «Тренто» - Ескадрені міноносці типу «Турбіне» - Важкі крейсери типу «Зара» |